# Manglar de África central
El manglar de África central es una ecorregión de la ecozona afrotropical, definida por WWF, que se extiende por la costa atlántica de África central y occidental, desde Ghana hasta Angola.
Forma, junto con el manglar guineano, la región denominada manglares del golfo de Guinea, incluida en la lista Global 200.

## Descripción
Es una ecorregión de manglar que ocupa 29.900 kilómetros cuadrados en diversos enclaves de la costa de Ghana, Nigeria, Camerún, Guinea Ecuatorial, Gabón, la República Democrática del Congo y Angola. Los más importantes se encuentran en el delta del Níger (Nigeria), al este de la desembocadura del río Cross (Nigeria y Camerún), alrededor de Duala (Camerún), en el estuario del río Muni (Guinea Ecuatorial y Gabón), en la desembocadura del río Como (Gabón), en las lagunas costeras de Conkouati y en las bocas del río Congo (República Democrática del Congo).
De oeste a este y de norte a sur, limita con las siguientes ecorregiones:
- Mosaico de selva y sabana de Guinea
- Selva de tierras bajas de Nigeria
- Selva pantanosa del delta del Níger
- Selva de transición del Cross-Níger
- Selva costera del Cross-Sanaga y Bioko
- Selva costera ecuatorial atlántica
- Mosaico de selva y sabana del Congo occidental
- Sabana del Gran Escarpe de Angola

## Estado de conservación
En peligro crítico.